# Mark McGuinness
Pour les articles homonymes, voir McGuinness.
Mark McGuinness, né le 5 janvier 2001 à Slough en Angleterre, est un footballeur irlandais qui évolue au poste de défenseur central  à Luton Town.

## Biographie

### En club
Né à Slough en Angleterre, Mark McGuinness est formé par l'Arsenal FC. Il signe son premier contrat professionnel avec les Gunners le 3 avril 2019.
Le 22 septembre 2020, Mark McGuinness est prêté à Ipswich Town pour une saison.
Le 21 juin 2021, Mark McGuinness est recruté par Cardiff City. Il signe un contrat d'une durée de trois ans. Il inscrit son premier but pour Cardiff le 20 novembre 2021, lors d'une rencontre de championnat face au Preston North End. Il égalise de la tête alors que les siens sont menés, puis Cardiff s'impose (1-2 score final),.
Le 18 août 2022, il est prêté à Sheffield Wednesday.
McGuinness marque son premier et unique but pour Sheffield Wednesday le 19 novembre 2022, lors d'une rencontre de championnat contre Shrewsbury Town. Titulaire, il donne la victoire à son équipe en marquant le seul but de la partie. Le 19 janvier 2023, McGuinness est rappelé de son prêt, et fait ainsi son retour dans l'effectif de Cardiff City.

### En sélection nationale
Mark McGuinness est sélectionné avec l'équipe d'Irlande des moins de 19 ans en 2019 pour un total de dix matchs et deux buts. Il marque son premier but contre la Russie le 26 mars (victoire 0-2 des jeunes irlandais). Avec cette sélection il participe au championnat d'Europe des moins de 19 ans en 2019. Lors de ce tournoi organisé en Arménie, il joue quatre matchs, tous en tant que titulaire et son équipe se hisse jusqu'en demi-finale, où elle est battue par le Portugal (4-0 score final).
Il joue son premier match avec l'équipe d'Irlande espoirs le 18 novembre 2020, contre le Luxembourg. Il est titularisé et son équipe s'impose ce jour-là par deux buts à un.
Le 3 octobre 2024, McGuinness est appelé pour la première fois en Équipe d'Irlande sénior pour 2 matchs de Ligue des nations contre la Grèce et la Finlande.